# Marcus Watson
Pour les articles homonymes, voir Watson.

a Compétitions nationales et continentales officielles uniquement.

b Matchs officiels uniquement.
Dernière mise à jour le 27 décembre 2018.
Marcus Watson, né le 27 juin 1991 à Hillingdon, est un joueur britannique de rugby à sept et de rugby à XV. International anglais de rugby à sept, il représente dans ce même code l'équipe de Grande-Bretagne qui remporte la médaille d'argent lors du tournoi masculin des Jeux olympiques d'été de 2016 à Rio de Janeiro.